# Ischeroth
Ischeroth ist eine 467 m ü. NHN hoher Berg nahe dem Kölschen Heck, der Grenze zwischen dem Sieger- und Sauerland. Er liegt etwa 1 km westnordwestlich von Bühl, auf der Gemarkungsgrenze zu Büschergrund im Stadtgebiet Freudenbergs, Kreis Siegen-Wittgenstein. Die Innenstadt Freudenbergs liegt etwa 3,2 km südöstlich, Hünsborn im benachbarten Kreis Olpe etwa 2,6 km nordnordwestlich.
Der Berg liegt auf der Wasserscheide zwischen dem Einzugsgebiet der (oberen) Asdorf (Weibe) im Westen und der Alche im Osten; auf dieser, ansonsten in der Hauptsache der Bundesautobahn 45 folgenden Wasserscheide ist er der einzige, der östlich derselben steht. Nur knapp 700 m nordnordöstlich des Bergs treffen am Kölschen Heck die Einzugsgebiete der zur Sieg entwässernden Asdorf und Alche auf das der Bigge, die über die Lenne zur Ruhr entwässert. Gut 3 km westnordwestlich liegt am Heck der Löffelberg (657,4 m).
Der Ischeroth hat mit 7,6 km eine vergleichsweise hohe Dominanz. Diese Entfernung muss überwunden werden, um am nördlich gelegenen, 489,9 m erreichenden Liebelberg an der Südseite der A 4 höhere Höhen zu erreichen. Nach Süden erreicht erst in 8,0 km Entfernung der Giebelberg (bis 527,8 m) höhere Höhen. Die Prominenz beträgt 57 m, die Bezugsscharte führt am Kölschen Heck zur Brummicke (491,9 m).